# Alangiaceae
Alangiaceae é uma família de plantas dicotiledóneas. Segundo Watson & Dallwitz ela é composta por 20 espécies repartidas por dois géneros:
- Alangium
- Metteniusa

Para a maioria dos sistemas taxonómicos ela é composta somente pelo género Alangium.
São árvores, arbustos e por vezes lianas, produtoras de látex, das regiões tropicais.
O sistema APG II (2003) incorpora Alangium na família Cornaceae.